# Birger Jarl

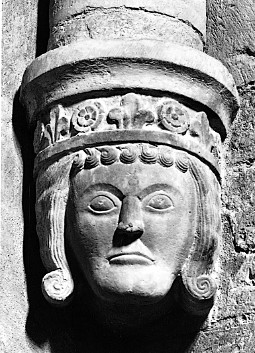
Birger Jarl

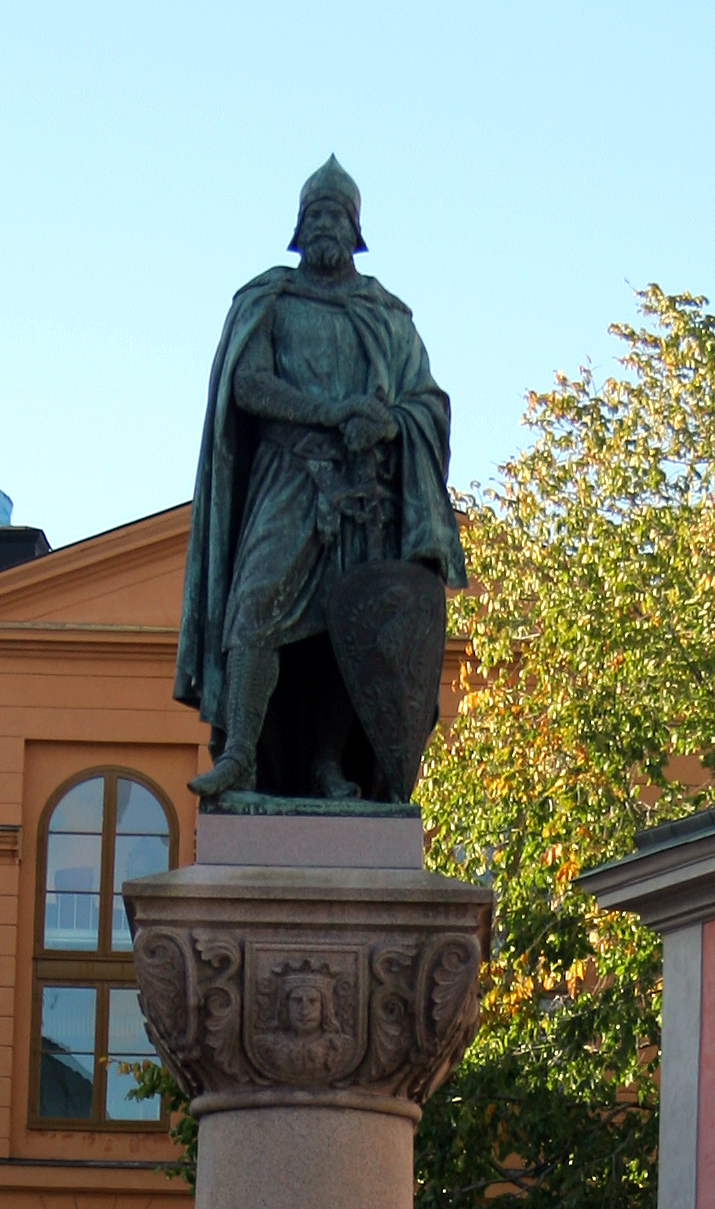
Statue Birger Jarls in Stockholm

Birger Magnusson von Bjälbo, genannt Birger Jarl (* vor 1208; † 21. Oktober 1266 in Jälbolung, Västergötland) war ein schwedischer Staatsmann, seit 1248 Jarl von Schweden und Gründer von Stockholm.

## Leben
Birger war der Sohn des Magnus Minnesköld von Bjälbo und der Ingrid Ylva, Enkelin von Sverker I. Damit stammte er aus dem Bjälbo-Geschlecht, das seit 1200 mehrere Jarle stellte. Das Geschlecht wird fälschlicherweise als Folkunger bezeichnet.
Birger, der eine enge Beziehung zu seinem Schwager König Erik XI. hatte, erreichte eine herausragende Machtstellung. Im Jahre 1248, ein Jahr nachdem die adelige Oppositionspartei der Folkunger unter Führung Holmgers, des Sohnes Knuts II. in der Schlacht bei Sparrsätra besiegt und Holmger geköpft worden war, verdrängte Birger Ulf Fase und folgte ihm in das Amt des Reichsverwesers. Ein weiterer Adelsaufstand gegen die Zentralisierungsbestrebungen des Königs und seines Jarls wurde im Jahre 1251 in der Schlacht bei Herrevadsbro niedergeschlagen. Filipp Knutsson wurde hingerichtet.
Birger hatte auch gute Beziehungen zur Kirche. Zwei seiner Brüder und ein Sohn waren Bischöfe. Er leitete die Verhandlungen mit dem vom Papst entsandten Kardinal Wilhelm von Sabina, in denen die Kirche 1248 eine größere Unabhängigkeit von der Staatsmacht erreichte. Sie unterstützte danach vor allem Birgers Bestrebungen nach einer Vereinheitlichung der Gesetzgebung in den einzelnen Ländern und einer Modernisierung der Gesetze im Sinne christlicher Werte. Diese beiden Bestrebungen kamen in den vier Reichsgesetzen zum Hausfrieden, Frauenfrieden, Thingsfrieden und Kirchenfrieden zum Ausdruck, außerdem im Verbot der Versklavung von Schuldnern und der Regelung des Erbrechtes für Frauen. Birgers Gesetzgebung und Reformen festigten das schwedische Staatswesen.
Birgers Ostpolitik war offensiv. Er unternahm in den 1230er und 1240er Jahren Kreuzzüge nach Finnland, um die schwedische Herrschaft zu stärken. Sein Invasionsheer wurde jedoch 1240 in der Schlacht an der Newa vom russischen Fürsten Alexander Newski besiegt, was den Feldzug aber nicht beendete. In dieser Zeit starb König Erik XI., womit das alte Königsgeschlecht auf der Mannesseite ausgestorben war. Ein Versuch, gemeinsam mit dem Deutschen Orden einen Stützpunkt in Estland südlich des Finnischen Meerbusens zu errichten, scheiterte 1256. Über ihre Mutter Ingeborg (s. u.) standen seine Söhne der Thronfolge am nächsten. So wurde der noch minderjährige Waldemar zum König gewählt, aber Birger war der wirkliche Regent.
Birger ließ die Einfahrt in den Mälaren befestigen, unter seiner Herrschaft entwickelte sich Stockholm zur Handelsstadt. Er förderte den Ostseehandel durch Verträge, in denen den Städten Lübeck (1250) und Hamburg (1261) Zollfreiheit gewährt wurde.
Nach einem Treffen im Sommer 1266 mit päpstlichen Gesandten in Kalmar starb er am 21. Oktober 1266 in Jälbolung, wahrscheinlich ein Herrensitz in Västergötland. Birger wurde im Kloster Varnhem begraben.

## Ehen und Nachkommen
In erster Ehe war Birger mit Ingeborg, einer Tochter des Königs Erik X. verheiratet. Sie hatten die folgenden Kinder:
- Rikitsa (* 1234; † 1288), Ehefrau von Håkon Håkonsson unge (1232–1257, Sohn von Haakon IV. von Norwegen) und ab 1262 Gemahlin von Heinrich I. von Werle († 8. Oktober 1291)
  - Rixa von Werle, Ehefrau von Albrecht II. (Braunschweig-Wolfenbüttel-Göttingen)
- Magnus I. (* 1240; † 1290), König von Schweden
- Waldemar (* 1243; † 1302), König von Schweden
- Katharina (* 1245; † 28. Februar 1289), Ehefrau von Siegfried I. von Anhalt-Köthen, zu ihren Nachfahren zählen Joachim von Anhalt (1536–1586) und der letzte österreichische Kaiser, Karl I. (* 1887, † 1922)
- Ingeborg (* um 1245; † 1302)
- Erik Birgersson (* 1250; † 1275)
- Bengt Birgersson (* 1254; † 1291) Herzog von Finnland und Bischof von Linköping

In zweiter Ehe war Birger mit Mechthild von Holstein, der Witwe des Königs Abel von Dänemark und Tochter von Adolf IV. von Holstein verheiratet. Sie hatten ein Kind:
- Christine

Birger hatte ein uneheliches Kind:
- Greger Birgersson